# Oxyethira josifovi
Oxyethira josifovi är en nattsländeart som beskrevs av Kumanski 1990. Oxyethira josifovi ingår i släktet Oxyethira och familjen smånattsländor. Inga underarter finns listade i Catalogue of Life.